# Dionicio Cerón
Dionicio Cerón Pizarro (Toluca, 9 oktober 1965) is een voormalige Mexicaanse langeafstandsloper, die gespecialiseerd was in de marathon. Hij nam tweemaal deel aan de Olympische Spelen, maar dat leverde hem geen eremetaal op.

## Loopbaan
Cerón vertegenwoordigde zijn land tweemaal op de Olympische Spelen: in 1996 en in 2000. In 1988 won hij de San Blas Half Marathon in Puerto Rico en in 1990 won hij de Elby's Big Boy (20 km), de Cascade Run-off (15 km), de Peachtree Road Race (10 km) en de Philadelphia Distance Run Half Marathon. Op die laatste brak hij het wereldrecord met een tijd van 1:00.46. In 1993 werd zijn record echter gebroken door Moses Tanui.
Het bekendst is Dionicio Cerón echter van zijn drie overwinningen op de marathon van Londen. Hij won er in 1994, 1995 en 1996. In 1993 won hij de marathon van Rotterdam, de marathon van Fukuoka en de marathon van Mexico-Stad. Zijn parcoursrecord op de marathon van Mexico-Stad staat nog steeds overeind.
Cerón behaalde zilver op de wereldkampioenschappen in 1995 in Göteborg; hij werd tweede na Martín Fiz. Hij is de enige marathonloper in de wereld die vijf jaar lang onder de 2:09 kon blijven. Hij deed dat tussen 1992 en 1996.
Cerón loopt momenteel nog, omdat het gezond is en traint een groepje jonge lopers.

## Titels
- Centraal-Amerikaans en Caribisch kampioen 10.000 m - 1991

## Persoonlijke records
Baan
| Onderdeel | Prestatie | Datum        | Plaats   |
| --------- | --------- | ------------ | -------- |
| 5000 m    | 13.52,56  | 4 juni 1994  | Hengelo  |
| 10.000 m  | 28.55,30  | 29 juni 1994 | Helsinki |

Weg
| Onderdeel      | Prestatie | Datum           | Plaats |
| -------------- | --------- | --------------- | ------ |
| halve marathon | 1:00.28   | 23 januari 1994 | Tokio  |
| marathon       | 2:08.30   | 2 april 1995    | Londen |

## Palmares

### 10.000 m
- 1990:  Mexican Trials for Central American Games in Mexico City - 29.35
- 1990:  Centraal-Amerikaanse en Caribische Spelen  in Mexico - 29.46,09
- 1991:  Centraal-Amerikaanse en Caribische kamp. - 29.28,81
- 1993:  Centraal-Amerikaanse en Caribische kamp. in Cali - 29.12,8
- 1993:  Centraal-Amerikaanse en Caribische Spelen in Ponce - 28.58,11

### 10 km
- 1988: 5e The Great Race in Pittsburgh - 28.00
- 1988: 4e Old Reliable Run in Raleigh - 28.37
- 1989:  City of Pittsburgh Great Race - 28.06
- 1990:  Peachtree Road Race in Atlanta - 28.23
- 2000:  Carrera Atletica MVS in Mexico City - 30.39

### 15 km
- 1990:  Cascade Run Off in Portland - 42.41,5
- 1991: 4e River Run in Jacksonville - 43.54
- 1995: 4e Gasparilla Distance Classic in Tampa - 43.27
- 1995: 4e São Silvestre in Sao Paulo - 44.27

### 10 Eng. mijl
- 1989:  Nike Cherry Blossom - 46.44
- 1990:  Nike Cherry Blossom - 47.10

### 20 km
- 1989:  Elby's Big Boy Classic in Wheeling - 1:02.05
- 1990:  Big Boy Classic in Wheeling - 1:00.17

### halve marathon
- 1987:  halve marathon van Guadalajara - 1:03.09
- 1988:  halve marathon van San Blas - 1:04.15
- 1988:  halve marathon van Philadelphia - 1:02.30
- 1989: 4e halve marathon van Coamo - 1:05.34
- 1990:  halve marathon van Philadelphia - 1:00.46
- 1991: 4e halve marathon van Philadelphia - 1:04.08
- 1991:  halve marathon van Monterey -
- 1993:  halve marathon van Tokio - 1:00.17
- 1994:  halve marathon van Tokio - 1:00.28
- 1994:  halve marathon van Sapporo - 1:05.06
- 1994:  halve marathon van Guadalajara - 1:05.39
- 1996:  halve marathon van Kyoto - 1:02.16
- 1997: 5e halve marathon van Lissabon - 1:02.19
- 1997:  halve marathon van Saltillo - 1:04.12
- 1997:  halve marathon van Medellin - 1:03.02
- 1999:  halve marathon van Monterrey - 1:01.48
- 1999:  halve marathon van Guadalajara - 1:04.32
- 2000:  halve marathon van Bogota - 1:04.28

### marathon
- 1990: 9e Chicago Marathon - 2:12.18
- 1991:  marathon van Rotterdam - 2:10.02
- 1992: DNF OS
- 1992: 4e marathon van Fukuoka - 2:10.42
- 1992:  marathon van Beppu - 2:08.36
- 1993:  Japanse kampioenschappen in Fukuoka - 2:08.51
- 1993:  marathon van Rotterdam - 2:11.06
- 1993:  marathon van Mexico-Stad - 2:14.47
- 1994:  Londen Marathon - 2:08.53
- 1994: 16e marathon van Fukuoka - 2:15.23
- 1995:  Londen Marathon - 2:08.30
- 1995:  WK - 2:12.13
- 1996:  Londen Marathon - 2:10.00
- 1996: 15e OS - 2:16.48
- 1996: 19e marathon van Fukuoka - 2:19.46
- 1997:  Boston Marathon - 2:10.59
- 1997: 8e New York City Marathon - 2:13.01
- 2000:  marathon van Sapporo - 2:17.14